# یوسف آویدار
یوسف آویدار (انگلیسی: Yosef Avidar; ۷ مهٔ ۱۹۰۶ – ۱۳ سپتامبر ۱۹۹۵) دیپلمات و سرلشکر نیروهای دفاعی اسرائیل بود، که در فاصله سال‌های ۱۹۴۹ تا ۱۹۵۲ به‌عنوان فرمانده ستاد فرماندهی شمالی اسرائیل فعالیت می‌کرد و از ۱۹۵۲ تا ۱۹۵۳ فرماندهی مرکزی اسرائیل را برعهده داشت.
آویدار فرمانده ارشد یک سازمان شبه‌نظامی یهودی به نام هگانا بود. او که کنترل برنامه‌های تدارکاتی را بر عهده داشت، مسئول ایده و ساخت یک کارخانه مهمات زیرزمینی به نام مؤسسه آیالون بود که تأمین‌کننده اصلی سلاح برای هگانا بود.
در سال ۱۹۴۸، پس از ایجاد نیروهای دفاعی اسرائیل، نام خود را از روشل به آویدار تغییر داد که برگرفته از مخفف نام دو دخترش بود. آویدار در طول جنگ اعراب و اسرائیل در سال ۱۹۴۸، مسئول تدارکات اسرائیل بود و بعداً به عنوان معاون رئیس ستاد کل نیروهای دفاعی اسرائیل فعالیت کرد. پس از جنگ، او از سال ۱۹۵۵ تا ۱۹۵۸ سفیر اسرائیل در اتحاد جماهیر شوروی بود و از سال ۱۹۶۱ تا ۱۹۶۵ به عنوان سفیر در آرژانتین فعالیت می‌کرد.